# Eduard Mudrik
Eduard Nikolaïevitch Mudrik (en russe : Эдуард Николаевич Мудрик) est un footballeur soviétique puis russe, né le 18 juillet 1939 à Starobilsk (URSS) et mort le 27 mars 2017 à 77 ans à  Moscou (Russie). Il évoluait au poste de défenseur.

## Biographie

### En club
Eduard Mudrik a été au club du Dynamo Moscou de 1957 à 1968. Ce club, dont le vrai nom est Futbolny klub Dynamo Moscou a été fondé sous l'empire soviétique, en 1923.
Eduard Mudrik était un joueur emblématique du club moscovite.
Il totalise 190 sélection avec le Dynamo Moscou et possède 6 buts à son actif.

### En équipe nationale
International soviétique, Eduard Mudrik reçoit 8 sélections pour 1 but en équipe d'Union soviétique entre 1963 et 1964. 
Il joue son premier match en équipe nationale le 10 novembre 1963 contre l'Italie et son dernier le 11 octobre 1964 contre l'Autriche. 
Le 20 mai 1964, il inscrit un but face à l'Uruguay lors d'un match amical.
Il fait partie du groupe soviétique qui termine finaliste de l'Euro 1964, disputant les deux matchs de la compétition.

## Statistiques
| Saison                | Club                  | Championnat           | Championnat | Championnat | Coupe(s) nationale(s) | Coupe(s) nationale(s) | Total | Total |
| Saison                | Club                  | Division              | M.          | B.          | M.                    | B.                    | M.    | B.    |
| 1959                  | Dynamo Moscou         | D1                    | 2           | 0           | -                     | -                     | 2     | 0     |
| 1960                  | Dynamo Moscou         | D1                    | 17          | 0           | 2                     | 0                     | 19    | 0     |
| 1961                  | Dynamo Moscou         | D1                    | 4           | 0           | -                     | -                     | 4     | 0     |
| 1962                  | Dynamo Moscou         | D1                    | 22          | 0           | 1                     | 0                     | 23    | 0     |
| 1963                  | Dynamo Moscou         | D1                    | 35          | 2           | 3                     | 0                     | 38    | 2     |
| 1964                  | Dynamo Moscou         | D1                    | 30          | 0           | 3                     | 1                     | 33    | 1     |
| 1965                  | Dynamo Moscou         | D1                    | 30          | 0           | 2                     | 0                     | 32    | 0     |
| 1966                  | Dynamo Moscou         | D1                    | 23          | 0           | 1                     | 0                     | 24    | 0     |
| 1967                  | Dynamo Moscou         | D1                    | -           | -           | 6                     | 0                     | 6     | 0     |
| 1968                  | Dynamo Moscou         | D1                    | 9           | 2           | -                     | -                     | 9     | 2     |
| Total sur la carrière | Total sur la carrière | Total sur la carrière | 172         | 5           | 18                    | 1                     | 190   | 6     |

## Palmarès
Avec le Dynamo Moscou :
- Champion d'URSS en 1959 et 1963
- Vainqueur de la Coupe d'URSS en 1967

Avec l'URSS :
- Finaliste de l'Euro 1964